# ルガー SP101
SP101は、アメリカ合衆国のスターム・ルガー社で開発された回転式拳銃である。

## 概要
1988年に公開されたダブルアクション式拳銃で、警察官の職務用及び自衛用拳銃として設計されている。スターム・ルガー社がそれまでに開発した、GP100やスーパー・レッドホークといった大型の回転式拳銃の経験を活かして開発された小型の回転式拳銃であり、基本モデルでは.38スペシャル弾を使用するステンレススチール製であった。
各種のバリエーションが発売されており、.357マグナム弾、.38スペシャル弾、9×19mmパラベラム弾で装弾数5発のモデルと、.32マグナム弾、.327フェデラルマグナム弾で装弾数6発のモデル、.22ロングライフル弾で装弾数8発のモデルがある。また、銃身長は2.25インチ、3インチ、4.2インチの3種類がある。フレームは当初ステンレス製のみだったが、2018年にはブルースチール合金製のモデルが登場している。ニューヨーク市警察向けに開発された、ハンマーの指掛け部が省略されたダブルアクションオンリーの「SPNY」というモデルも存在する。
2.25インチ銃身の小型モデルでも厚みのある大型のラバーグリップを備えており、銃身などの主要な構造は厚く設計されている。このため携帯性は低い反面、サイズの割に反動がマイルドでマズルジャンプを抑えていると評されており、非常に頑丈な銃であるとも評されている。
2024年12月時点で、スターム・ルガー社の製品一覧に掲載されている。